# 포테마요
포테마요(일본어: ぽてまよ)는 오카타야 하루카가 연재하고 있는 만화이자, 그 만화를 원작으로 하는 TV애니메이션이다. 일본에선 후타바샤의 '코믹 하이'(그 이전엔 '모에용'에서 연재되었음.)에 연재되고 있는 4컷 만화이다. 2005년엔 단행본으로도 발간되었고 현재까지도 연재중이다. 한국엔 2008년부터 단행본이 번역되어 출판되었고, 역시 계속 연재중이다. 2007년엔 일본에서 2007년엔 TV애니메이션화되어 총 12화로 완결되었다.

## 등장인물
포테마요(ぽてまよ)
성우 - 하나자와 카나/문지현
어느날 스나오의 냉장고에서 튀어나온 정체불명의 생명체. 2등신에 검은 고양이 귀와 작고 동그란 꼬리를 가지고 있으며, 머리엔 병아리같은 작은 새를 엊곤 한다. 말은 거의 하지 못 하지만, 대화는 알아들을 수 있는 듯 하며, 또한 다른 사람의 생각도 읽을 수 있는 듯. 아기같은 순수하고 귀여운 외모와 언행으로 클래스메이트들로부터 인기를 얻고 있다. 또한 먹성이 엄청 좋고 어떠한 음식도 가리지 않고 잘 먹는다. 스나오를 굉장히 잘 따르며, 스나오에게 접근하려는 미캉을 매우 경계하고 있다. 그리고 화가 나거나 짜증을 부릴 땐 무지 무서워진다.
'포테마요'라는 이름은 스나오가 먹던 빵 이름(포테이토 마요네즈)에서 따온 것.
구츄코(ぐちゅこ)
성우 - 츠지 아유미/안소연
포테마요가 냉장고에서 튀어나온 후 얼마 안 되어, 스나오의 냉장고에서 튀어나온 또다른 괴생명체. 포테마요랑 같은 2등신이며, 머리 양 옆엔 악마의 뿔같은 장식을 하고 있다. 항상 자기 몸집보다 큰 낫을 들고 다니며 그 낫으로 물건을 잘라버리는 것이 특기. 그리고 자른 물건은 일단 테이프로 수리하곤 한다. 머리 양 옆에 있는 장식은 얼굴이 있는 살아있는 생명체같은 걸로 표정을 지을 수 있고 장식의 입에서 광선도 쏠 수 있기도 한다. 그리고 포테마요처럼 말을 거의 하지 못 하지만 대화를 알아들을 순 있다. 시크하게 보이지만, 은근히 부끄러움을 많이 탄다. 전엔 따로 지내는 데가 없었으나 쿄의 제안으로, 쿄네 마당에 있는 나무 위에서 지내게 된다.
'구츄코'라는 이름은 쿄에게서 받은 송이버섯 모양의 과자인 '구츄타마'를 좋아하는 걸 본, 쿄가 붙여준 이름이다.
모리야마 스나오(森山 素直)
성우 - 키타무라 에리/이지현
본 작품의 남주인공. 어지간한 일엔 꿈쩍도 하지 않는 쿨하고 말수가 적은 중학생 소년. 포테마요같은 괴생명체를 아무런 꺼림낌도 없이 받아들이는, 유연한 성격의 소유자이기도 하다. 어머니는 돌아가셨고 아버지는 해외에 나가는 기간이 길어서 집엔 거의 혼자 지내는 것과 다름 없다. 말없이 멋대로 해외로 나가는 아버지에게 차갑게 대하지만, 실은 가족의 사랑을 느끼고 싶어하는 듯 한 태도를 보인다. 근시가 심해 안경이 없으면 아무것도 하지 못 할 정도이다... 그리고 항상 포테마요를 데리고 같이 등교함.
나츠 미캉(夏 みかん)
성우 - 카와스미 아야코/이다슬
스나오의 클래스메이트. 스나오를 속으로 좋아하고 있음. 사소한 일에도 금방 망상의 늪으로 빠져 버리고 폭주를 해버리는 게 흠이라면 흠이다. 집은 야채가게를 하고 있고, '야스미'라는 남동생이 있다.
타카미모리 쿄(高見盛 京)
성우 - 카이다 유코/오보미
스나오의 클래스메이트로, 미캉하고 친하다. 시원시원스런 성격의 소유자로 요리나 과자 만들기가 특기. 구츄코에겐 이름도 붙여주고 구츄코를 돌봐주고 있다.
카스가노 네네(春日乃 ねね)
성우 - 쿠기미야 리에/안영미
미캉의 친구로, 엄청난 부잣집의 아가씨이다. 매사에 쿨하면서도 장난기 넘치는 여왕님 타입의 소녀. 그리고 보기와 달리 사람들(특히, 쿄)에게 독설을 자주 내뱉곤 한다. 집엔 엄청난 크기의 수영장과 집사가 딸려 있을 정도....
키리하라 무도(桐原 無道)
성우 - 토기타 히카루/
스나오의 클래스메이트. 보통은 '뭇땅'이라 불린다. 포테마요를 좋아하고 엄청 흥미를 가지고 있으나, 정작 포테마요로부터의 반응은 차가운 편이다. 또한 남자 치어리더 부에 소속되어 있음. 또한 어떤 사건을 이유로, 강제적으로 네네의 노예가 돼버린다. 그러다 언제부턴가 네네에게 호감을 느끼기 시작한다.
하츠시바 카오루(初芝 薫)
성우 - 콘도 타카유키/강수진
스나오의 클래스메이트. 무도랑 같이 다니는 경우가 많다. 나이에 비해 체격이 큰 편... 그리고 항상 무도 옆에서 무도의 안쓰러운 모습을 묵묵히 지켜봐 준다. 그러나 그런 그의 모습이 우정 이상의(?) 모습을 보이곤 한다.....
나츠 야스미(夏 哉純)
성우 - 오카모토 노부히코/오길경
미캉의 남동생. 미캉보다 키가 휠씬 더 크다. 항상 누나에게 퉁명스럽게 굴지만 실은 상당한 시스터 콤플렉스 기질을 지님. 원래는 농구부가 있는 유명 사립중학교에 다녔으나, 누나인 미캉의 괴상한 짓(?)로 인해, 스나오가 미캉을 홀렸다고 생각해 중간에 누나가 있는 학교로 전학을 온다. 그리고 스나오를 퉁명스럽게 대하며 경계를 한다.
새
병아리처럼 생겼지만 자세한 종은 불명인, 노랗고 둥그런 새. 어느날 갑자기 나타나 포테마요 머리 위에 정착한다.
모리야마 코다이(森山 皇大)
성우 - 하마다 켄지/신용우
스나오의 아버지로, 민속학자이다. 평소엔 해외를 돌며 생활하고 있는 듯 집에 없을 때가 많지만, 명절이나 기념일이 되면 어느새 집에 돌아와 있다. 아들 스나오 못지 않게 유연하 사고 방식을 가지고 있다. 그리고 나이에 맞지 않게 양갈래 머리를 하고 다닌다.
하나부사 에이코(英 英子)&하치야 미미(蜂谷 美美)&;시이나 시즈카(椎名 靜)
성우 - 야하기 사유리&후지무라 아유미&토요사키 아키
스나오와 미캉의 클래스메이트. 셋이서 같이 붙어 다님.
카스가노 키라(春日乃 綺蘭)
성우 - 히사카와 아야
네네의 어머니. 직업은 탤런트 겸 작가이며, 특수분장이 특기이다. 그래서 좀처럼 나이를 가늠하기가 어렵다. 딸인 '네네'로부터 '괴물'이라 불린다.
카스가노 형제
성우 - 코니시 카츠유키
네네의 세쌍둥이 오빠들로, 심각한 시스터 콤플렉스 기질을 가짐. 장남이 '마츠이치(松一)', 차남이 '타케지(竹二)', 삼남이 '우메죠(梅三)'이다.
세키 토마리
성우 - 쿠기미야 리에
애니 중후반에서 등장한 초등학교 5학년생. 포테마요하곤, 밤을 갖고 도망치는 구츄코를 같이 잡으려고 한 일로 친해진다. 이후 포테마요는 물론 스나오 일행들하고 친해진다. 미캉의 동생인 '야스미'하곤 처음엔 퉁명스럽게 대했으나 어떤 계기로 야스미에게 호감을 품게 된다. 소년같은 언행으로, 포테마요와 스나오 일행도 처음엔 토마리를 소년이라 착각을 하였다.
해설(解說)
성우 - 이노우에 키쿠코
에피소드에서, 몇 마디씩 설명 및 대사를 해주신다.(※애니'포테마요'는 한 화당 2개의 에피소드로 구성됨.)

## TV애니메이션 주제가
오프닝곡 - 《일방적인 캐치볼(片道きゃっちぼる)》
노래 - MOSAIC.WAV
엔딩 - 《선잠(うたたね)》
작사 - 챠타 / 작곡 - 아카네/편곡 - littlelittle
노래 - 챠타